# Masenkovski
Masenkovski (del ruso: Масенковский) es un jútor del raión de Kalíninskaya del krai de Krasnodar de Rusia. Está situado en las llanuras de Kubán-Priazov, a orillas del limán Ponurski del río Ponura, un afluente del delta del río Kirpili, 6 km al suroeste de Kalíninskaya y 56 km al noroeste de Krasnodar, la capital del krai. Tenía 72 habitantes en 2010.
Pertenece al municipio Dzhumailovskoye.